# 前燕
前燕（337年 - 370年）是十六國时代由鮮卑人首領慕容皝所建立的政權，至慕容儁正式稱帝建國，其國號為「燕」。其统治地区曾包括冀州、兖州、青州、并州、豫州、徐州、幽州等部分，全盛時控制12个州，157个郡，1579个县，人口近千万。
以其所在地为战国时燕国旧地，故国号为“燕”。《十六国春秋》始用“前燕”之名，為區別同期的慕容氏諸燕，歷史學家遂袭用之。又以其王室姓慕容，又称为“慕容燕”，而其他慕容氏諸燕都不用这个称呼，「慕容燕」成为前燕的专称，在北魏因五德終始說被認定為木德。

337到351年期间的东北亚局势

## 歷史

### 前燕慕容氏的興起

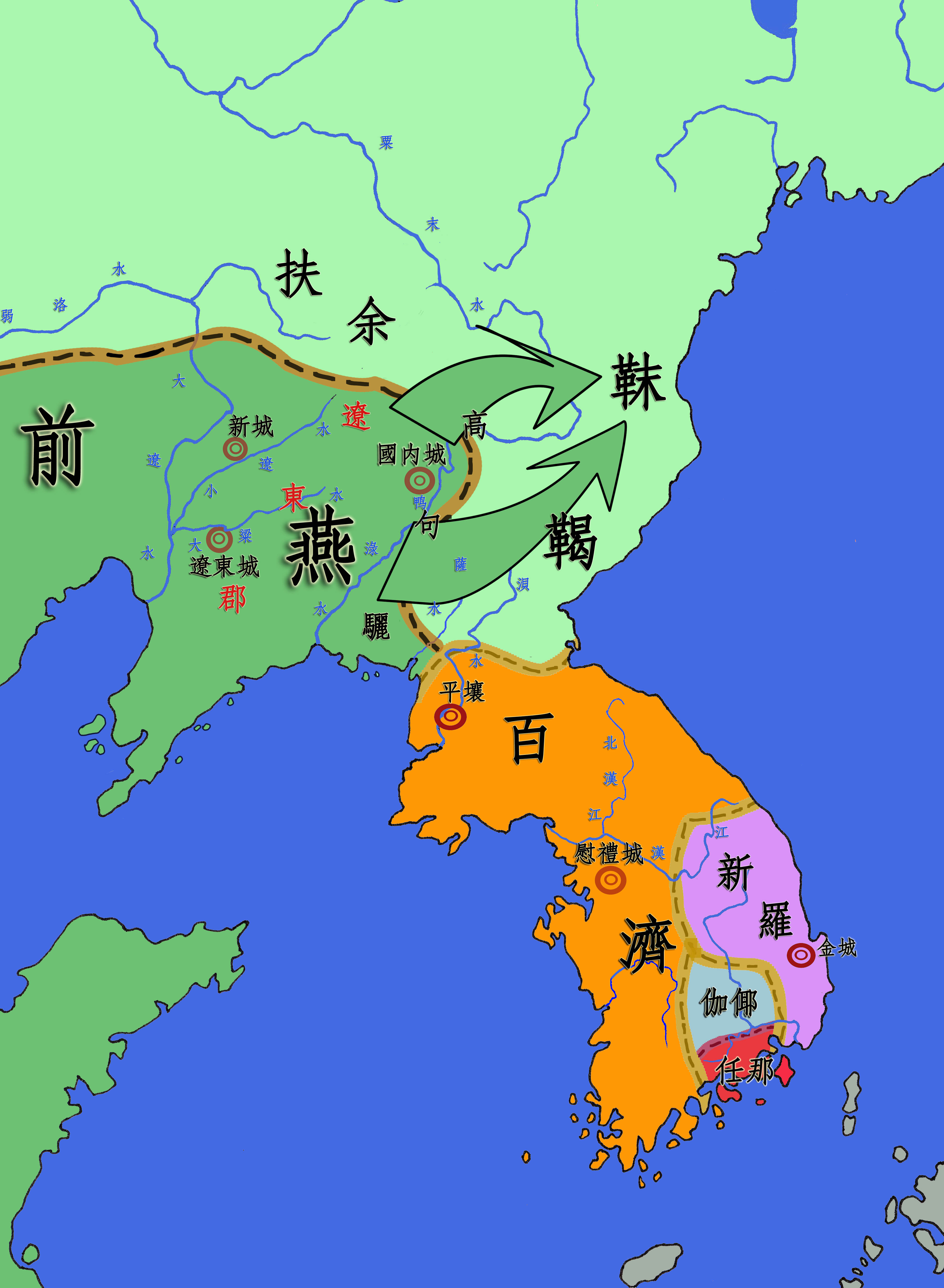
前燕慕容氏在辽东的兴起

西晉時，慕容廆為鮮卑族慕容氏的首領，曾效忠西晉。後來其兒子慕容皝於337年自稱為燕王。342年擊敗了後趙的二十萬大軍，解除了來自中原的壓力，建都龍城（今遼寧省朝陽市）。東破夫餘及高句麗，攻滅鮮卑宇文部，成為遼西唯一的武裝勢力，為慕容儁攻占中原奠定了坚实的基礎。
352年，皝子慕容儁滅冉魏稱帝，遷都薊，并隨後的幾年平定了北方的局勢，於357年遷都鄴。其地「南至汝颍，東盡青齊，西抵崤黽，北守雲中」，與關中的前秦平分黃河流域。358年，慕容儁下令全國州郡檢查戶口，每戶僅留一丁，此外全部徵發當兵，擬拼集150萬大軍以滅東晉、前秦以統一天下。
360年正月，慕容儁在鄴檢閱軍隊，但隨即逝世。其子慕容暐即位，改元「建熙」，此後宮廷裡發生了一次內訌。

### 稳定局面
慕容儁死時命弟慕容恪輔政，後慕容恪阻止了宮廷的內訌。從360年慕容恪輔政到367年病死其間，為前燕政治較為穩定的時期。自建熙二年、東晉升平五年（361年），以前燕河內太守呂護倒戈反覆为导火索，前燕与东晋在中原展开了连绵的战事。
前燕建熙四年、東晉興寧元年（公元363年）前燕全面的攻势开始发动，四月，慕容忠攻滎陽（今河南滎陽東北），東晉滎陽太守逃到魯陽（今河南魯山）。建熙五年、東晉興寧二年（公元364年）二月，前燕李洪開始略地河南，四月，前燕攻許昌、汝南、陳郡，徙上述三地萬餘戶於幽州，遣鎮南將軍慕容塵屯許昌。七月，太宰慕容恪親自領兵攻打洛陽，東晉洛陽守軍战败逃离。建熙六年、東晉興寧三年（公元365年）三月，前燕攻克洛陽。
这一系列的战役后，前燕从东晋手中获得了中原的控制权。但东晋仍然不放弃收复失地的计划。东晋太和四年（公元369年）东晋大将桓温北伐，前燕一度陷入危机。不久，东晋军中绝粮，桓温被迫撤退，途中遭前燕军队伏击，损失三万余人，大败而归。

### 前燕王朝的衰亡
太宰慕容恪死後，太輔慕容评掌握大權。慕容评為人貪婪，並得太后所信任，得以掌握大權。
東晉乘慕容恪死時，由大司馬桓溫領兵北上，被慕容皝的兒子、少帝慕容暐之叔吳王慕容垂击败，慕容垂却被掌权者慕容评所猜忌。慕容垂被逼无奈，出走前秦，被苻坚收留。苻坚早就想消灭前燕，一直忌惮慕容垂，如今最大劲敌已经投誠，苻坚遂开始讨伐前燕的计划。前燕军团起初并未处于下风，但由于當權的慕容评为人贪鄙，致使军心离散，结果前燕15万主力部队被王猛所率领的前秦军歼灭。苻坚趁势率10万军队包围前燕的首都邺城。“散骑侍郎徐蔚等率扶余、高句丽及上党质子五百余人，夜开城门以纳坚军。”公元370年十一月，慕容暐逃出邺城，试图返回辽东的根据地龙城，中途被前秦军抓获，前燕灭亡。

## 前燕君主列表
| 姓名   | 廟號               | 諡號                   | 統治時間    | 年號                                                 |
| ------ | ------------------ | ---------------------- | ----------- | ---------------------------------------------------- |
| 慕容廆 | 高祖（慕容儁追諡） | 武宣皇帝（慕容儁追諡） | 285年-333年 | 無年號                                               |
| 慕容皝 | 太祖（慕容儁追諡） | 文明皇帝（慕容儁追諡） | 334年-348年 | 無年號                                               |
| 慕容儁 | 烈祖               | 景昭皇帝               | 349年-360年 | 無年號 349年-352年 元璽 352年-357年 光壽 357年-360年 |
| 慕容暐 | 無                 | 幽皇帝（慕容德追諡）   | 360年-370年 | 建熙360年-370年                                      |

## 延伸阅读
[在维基数据编辑]
 《晉書/卷111》，出自房玄齡《晉書》